# Familiare
La familiare, anche chiamata giardinetta (in inglese station wagon o estate e in francese familiale o break), è un tipo di carrozzeria d'autovettura, generalmente derivata da un corrispondente modello berlina, da cui riprende la parte anteriore e centrale del corpo vettura, mentre la parte posteriore è più lunga e aumentata in volume, unendo il baule con l'abitacolo, in modo da creare maggior spazio a disposizione per caricare bagagli, merci o altro.

## Storia
I primi esemplari furono costruiti intorno al 1910 negli Stati Uniti, da costruttori indipendenti che producevano carrozzerie in legno per il telaio della Ford Model T. Inizialmente nacquero come versioni commerciali delle berline dedicate al mondo del lavoro, e spesso vennero soprannominate anche carryall, letteralmente "caricare tutto" in quanto offrivano un vano di carico molto più grande e spazioso rispetto alla tradizionale carrozzeria torpedo. 

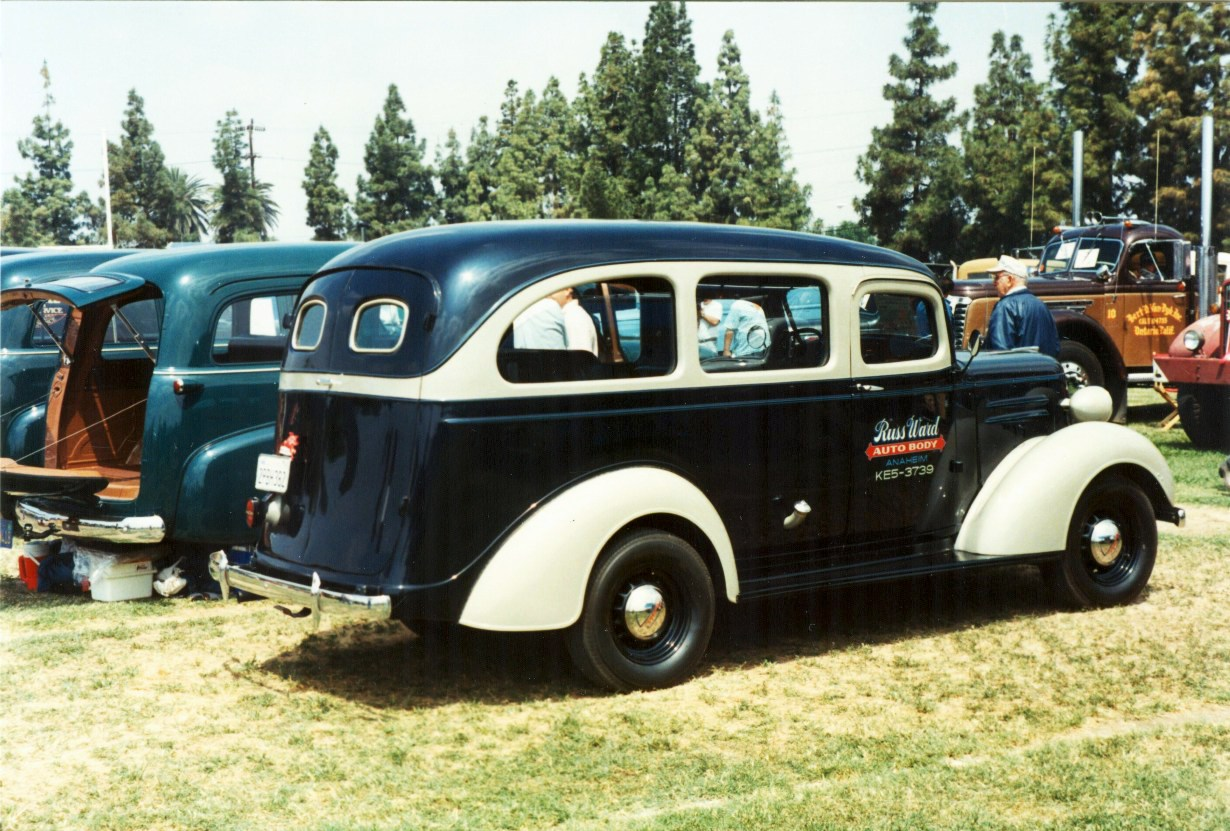
La Chevrolet Suburban, prima familiare con carrozzeria chiusa completamente in acciaio

Nel 1923 il costruttore americano Star (divisione della Durant Motors) divenne il primo ad offrire una station wagon assemblata sulla sua linea di produzione utilizzando un scheletro in legno imbullonato alla carrozzeria della vettura. Questi corpi in legno richiedevano una manutenzione costante: a causa dell'espansione e della contrazione del legno tutti i bulloni e le viti richiedevano periodicamente un nuovo serraggio. Successivamente l'Essex Closed Coach divenne la prima vettura prodotta in serie ad utilizzare un corpo carrozzeria chiuso completamente in acciaio. Nel 1929 Ford iniziò a produrre ufficialmente le Model T destinate per l'allestimento wagon e nel 1935 la General Motors lanciò la sua prima station wagon destinata al trasporto passeggeri: la Chevrolet Suburban. Successivamente iniziò un vero e proprio boom, la wagon vennero viste dal mercato come auto spaziose e capienti destinate non solo al trasporto merci ma anche all'utilizzo familiare, un esempio fu la Chrysler Town & Country lanciata nel 1941 che fu una delle prime wagon di lusso nonché il modello posizionato all'apice della gamma del costruttore Chrysler. 

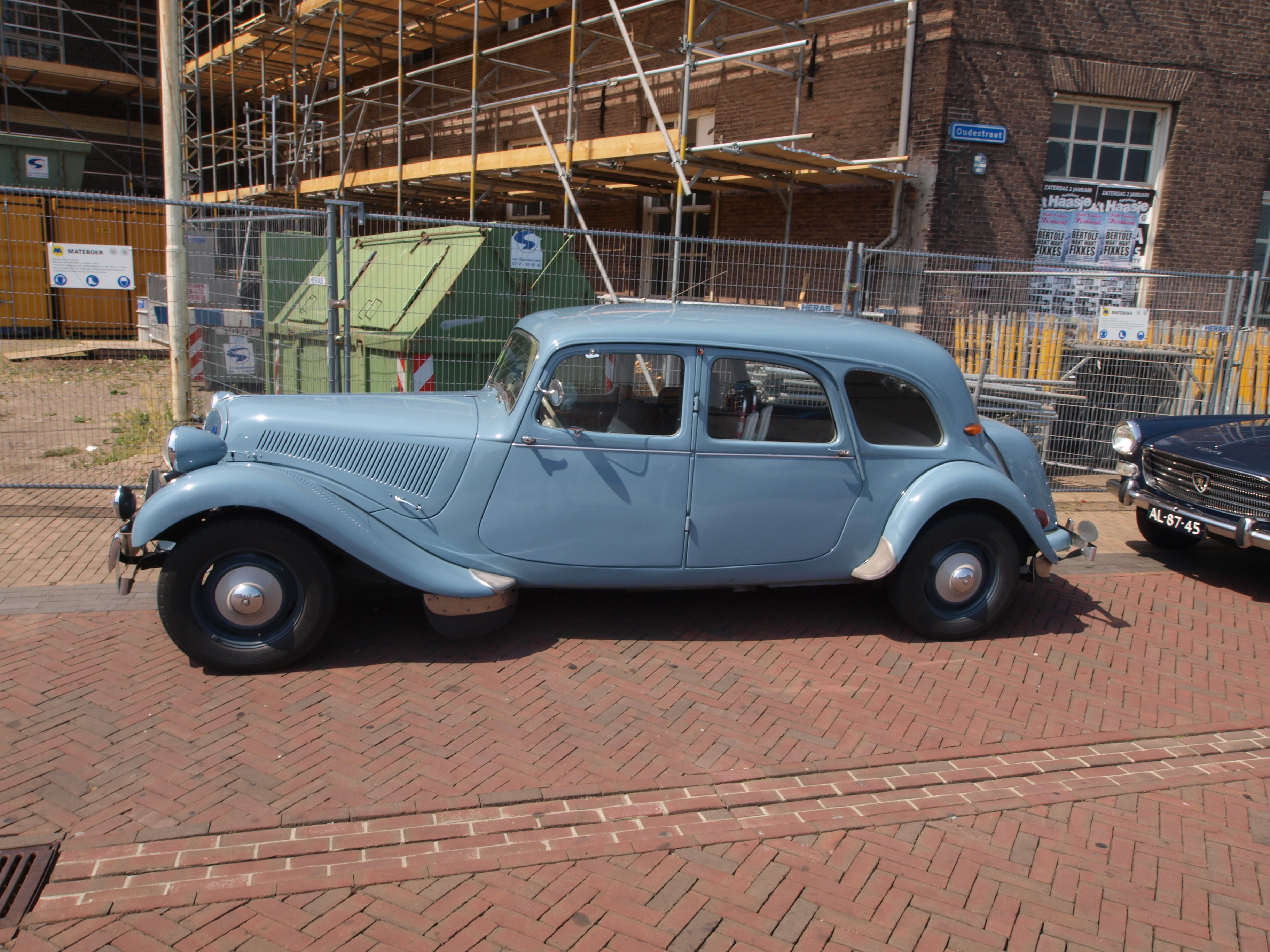
La Citroën Traction Avant Familiare a 6 finestrini e 9 posti

In Europa le prime autovetture con carrozzeria familiare vennero introdotte negli anni trenta: la prima fu la Citroën Traction Avant Familiale nel 1935, una versione allungata della Traction Avant con tre finestrini e una terza fila di sedili (nove posti totali) disponibile anche in versione "commerciale", due anni più tardi venne messa in commercio in Inghilterra la Commer, basata sulla Hillman Minx Magnificent.
In Italia la prima familiare la si vide nel secondo dopoguerra, ad opera della Carrozzeria Viotti quando venne realizzata la "carrozzeria funzionale" ideata da Mario Revelli, su autotelaio Fiat 1100.
Durante il conflitto, Revelli aveva prestato la propria opera di designer presso diverse carrozzerie collegate a FIAT e Lancia, con l'incarico di trovare soluzioni razionali per trasformare le automobili di normale produzione in mezzi militari, con particolare riguardo alle autoambulanze. Fu in quegli anni che Revelli pensò ad applicare quelle soluzioni sulle automobili civili, in quanto avrebbero enormemente favorito l'utilizzo anche promiscuo del veicolo.
La prima familiare italiana, la Fiat 1100 Viotti Giardinetta, venne presentata nel 1946, subito replicata da altri carrozzieri come Fissore e dalla stessa FIAT che, due anni più tardi mise in vendita la Fiat "Topolino" Giardiniera. La denominazione era stata scelta in assonanza con la "Giardinetta" inventata da Viotti, ma non utilizzabile in quanto depositata.
In Italia questo nuovo tipo di vettura ebbe inizialmente un'accoglienza tiepida da parte del pubblico, anche in ragione della visibile somiglianza estetica con l'autoambulanza, dalla quale era scaturita, e con il carro funebre. Forse per questo motivo ebbero successo solo le utilitarie familiari che, per le loro dimensioni ridotte, non richiamavano le dette tipologie.

## Produzione e mercato

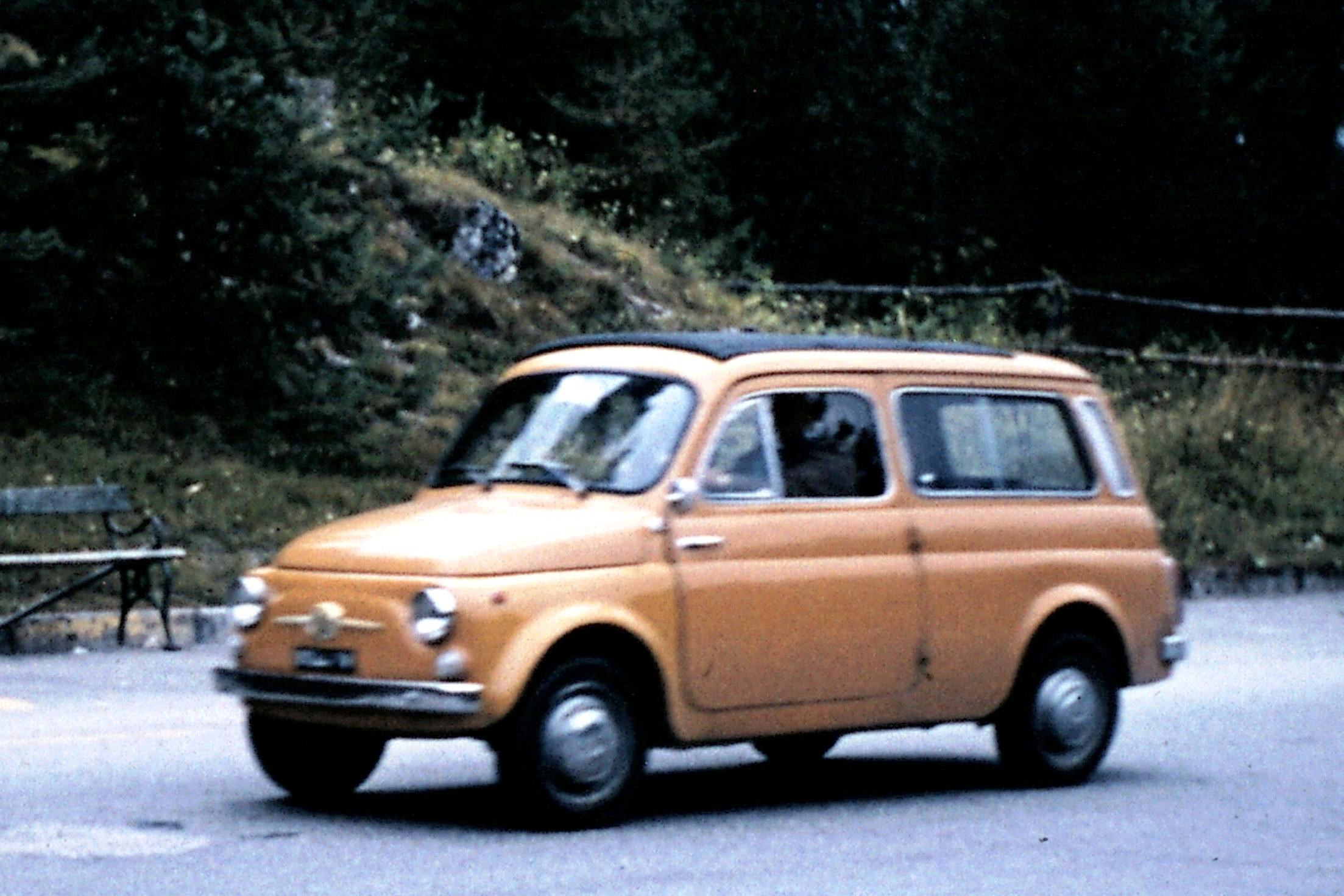
Fiat Nuova 500 Giardiniera del 1960

Nel corso degli anni sono state prodotte moltissime vetture con carrozzeria familiare, nella quasi totalità dei casi derivate da berline. Assai frequenti nei segmenti medi del mercato automobilistico, si sono poi diffuse sia tra le auto piccole che grandi.
Negli USA le vetture station wagon conobbero un grande successo nel secondo dopoguerra, declinando a partire dagli anni settanta in favore dei cosiddetti minivan. In Europa invece, fino agli anni settanta le familiari avevano coperto un settore commerciale limitato, dato che il grande pubblico vedeva in questa tipologia di auto dei mezzi adatti solo per necessità particolari (grandi carichi familiari o lavorativi), con un carattere troppo vicino a quello commerciale. Prova ne era che tali versioni erano spesso utilizzate dalle case per realizzare mezzi promiscui.

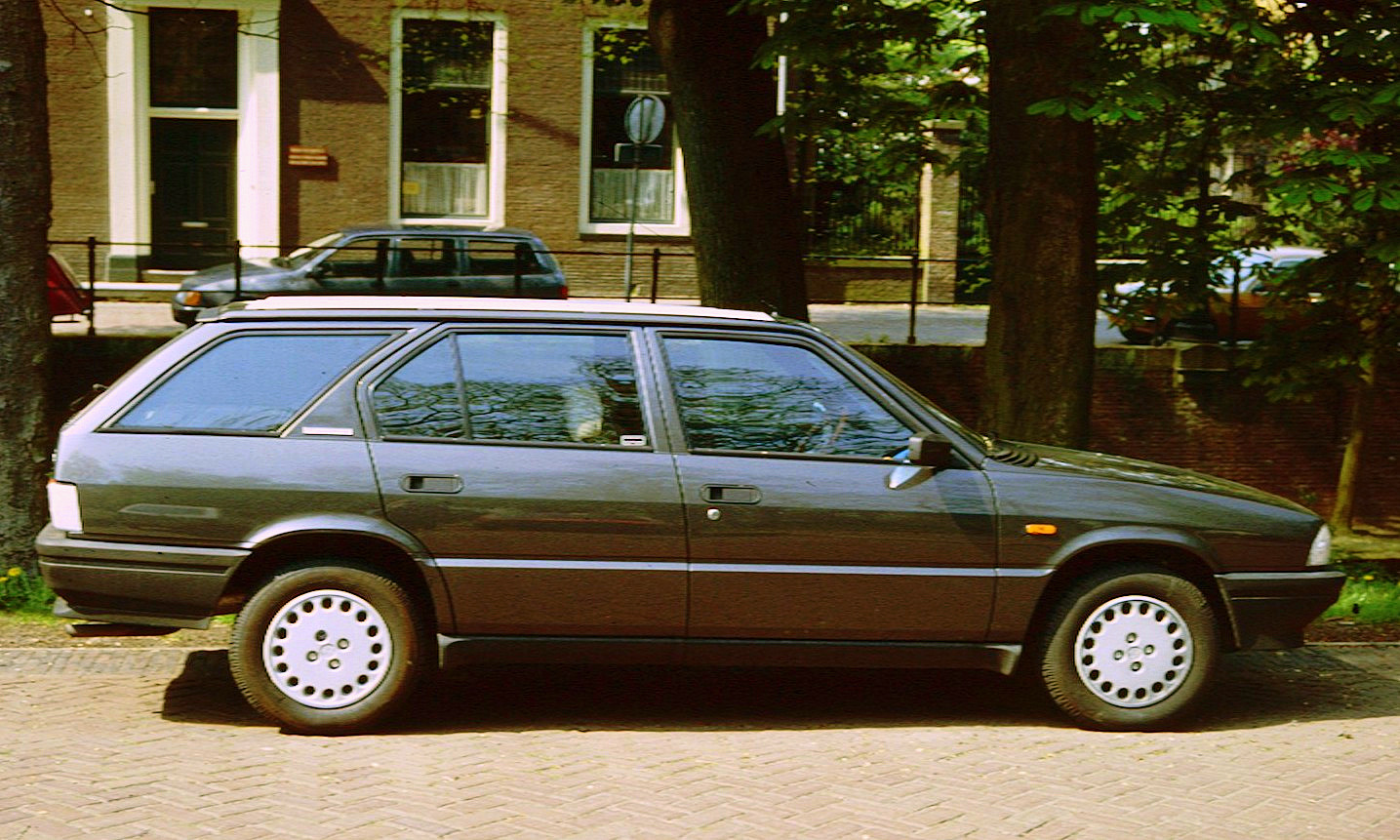
Una Alfa Romeo 33 Sport Wagon

A partire dalla fine degli anni settanta, con l'introduzione sul mercato delle versioni station wagon di modelli esclusivi quali Volvo Serie 200 e Mercedes-Benz W123, comincia a formarsi in Europa l'immagine delle familiari come reale alternativa alle normali berline. Ma è negli anni ottanta che si afferma definitivamente il settore delle station wagon; nel 1983 la Audi presenta la nuova 100 Avant, il cui portellone posteriore con il lunotto molto inclinato dona all'auto un carattere dinamico (e aerodinamico) fino ad allora mai associato alle familiari; nel 1985 Mercedes-Benz e Volvo rinnovano le loro familiari con la versione T della serie W124 e la versione station wagon della Serie 700; nel settore delle ammiraglie di immagine esclusiva si aggiunge nel 1986 l'italiana Lancia Thema, la cui versione station wagon viene disegnata da Pininfarina e prodotta nei suoi stabilimenti. Nel frattempo altri costruttori presentano numerose versioni familiari di molti modelli in segmenti fondamentali del mercato: Fiat con Regata e Duna, Alfa Romeo con Alfa 33, Opel con Kadett E e Omega, Renault con la 21 Nevada. Sul finire del decennio si aggiungeranno altri modelli di successo come Peugeot 405, Volkswagen Passat Variant e BMW serie 3 Touring.
Nella prima metà degli anni novanta il mercato delle familiari conosce la sua massima espansione in Europa occidentale e in Italia in particolare, dove si passò dalle 95.961 unità di Station Wagon vendute nel 1988 alle 241.131 del 1994, testimoniando una crescita esponenziale. Altri modelli di successo si aggiungono e spesso le vetture station wagon venivano preferite alle corrispondenti versioni berline.

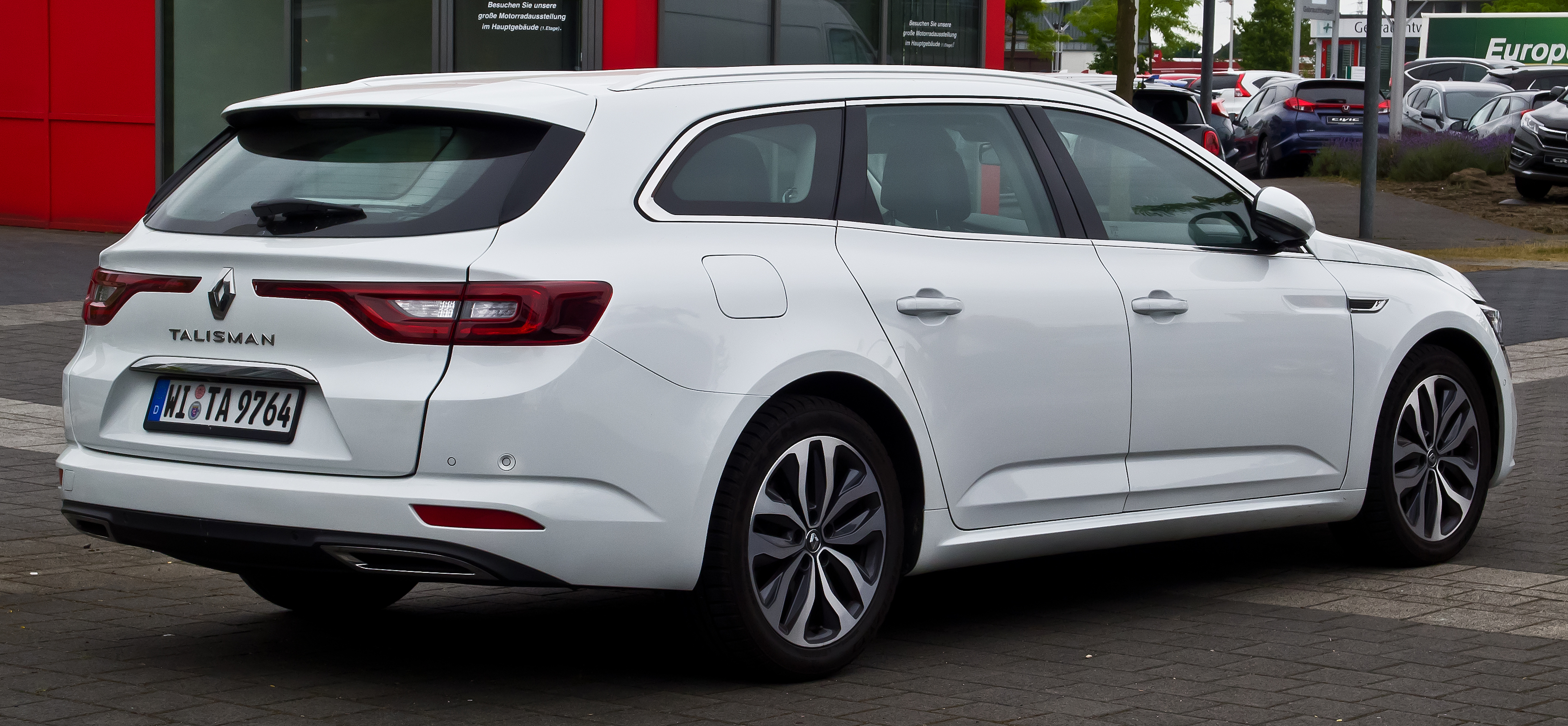
Renault Talisman Sporter, un esempio di Station Wagon moderna

Particolare è l'uso che le case automobilistiche hanno fatto della denominazione commerciale di queste versioni. Molti marchi hanno cercato di distinguersi adottando una denominazione particolare per le proprie vetture con carrozzeria familiare. Oltre alla prima denominazione Giardinetta di Viotti (poi riusata da Alfa Romeo tra gli anni settanta e ottanta), si segnala l'uso generalizzato da parte dei costruttori francesi del termine Break (oggi poco sfruttato); poi Giardiniera, Panorama, Weekend e Multiwagon (utilizzati via via nel tempo da Fiat), Caravan (Opel), Avant (Audi), Variant (Volkswagen), Vario e ST (SEAT), SW (Peugeot), MCV (Dacia), Traveller (BMC e Austin), Clubman (Mini), Touring (BMW e Chrysler), T per Touristik & Transport (Mercedes-Benz), Tourer (Citroën, Honda e Rover), Nevada, Savanna e GrandTour (Renault), Turnier, Estate, Sportsbreak, Wagon e Style Wagon (Ford), Compact Wagon (Subaru), Cross Wagon (Hyundai). Molti di questi sono tuttora (marzo 2011) in uso, mentre altri hanno avuto vita anche molto breve.
A partire poi dalla fine degli anni ottanta, quando in Europa occidentale le station wagon cominciarono ad essere di moda, l'Alfa Romeo dette inizio ad un fenomeno di mercatistica di caratterizzare in senso sportivo le versioni familiari, a cominciare dalla denominazione. Nel 1988 le versioni station wagon della Alfa 33, precedentemente chiamate Giardinetta, divennero Sport Wagon, nome abbandonato nel 2011 con l'uscita di produzione dell'Alfa Romeo 159. Progressivamente seguirono altre marche, tra le prime la Subaru che per la versione giardinetta della sua prima Impreza del 1992 utilizzò la stessa denominazione. Hanno poi continuato altri come Renault (SporTour, Sporter), Opel (Sports Tourer), Kia (Sporty Wagon) e Saab (SportCombi e SportHatch).

## I fuoristrada station wagon

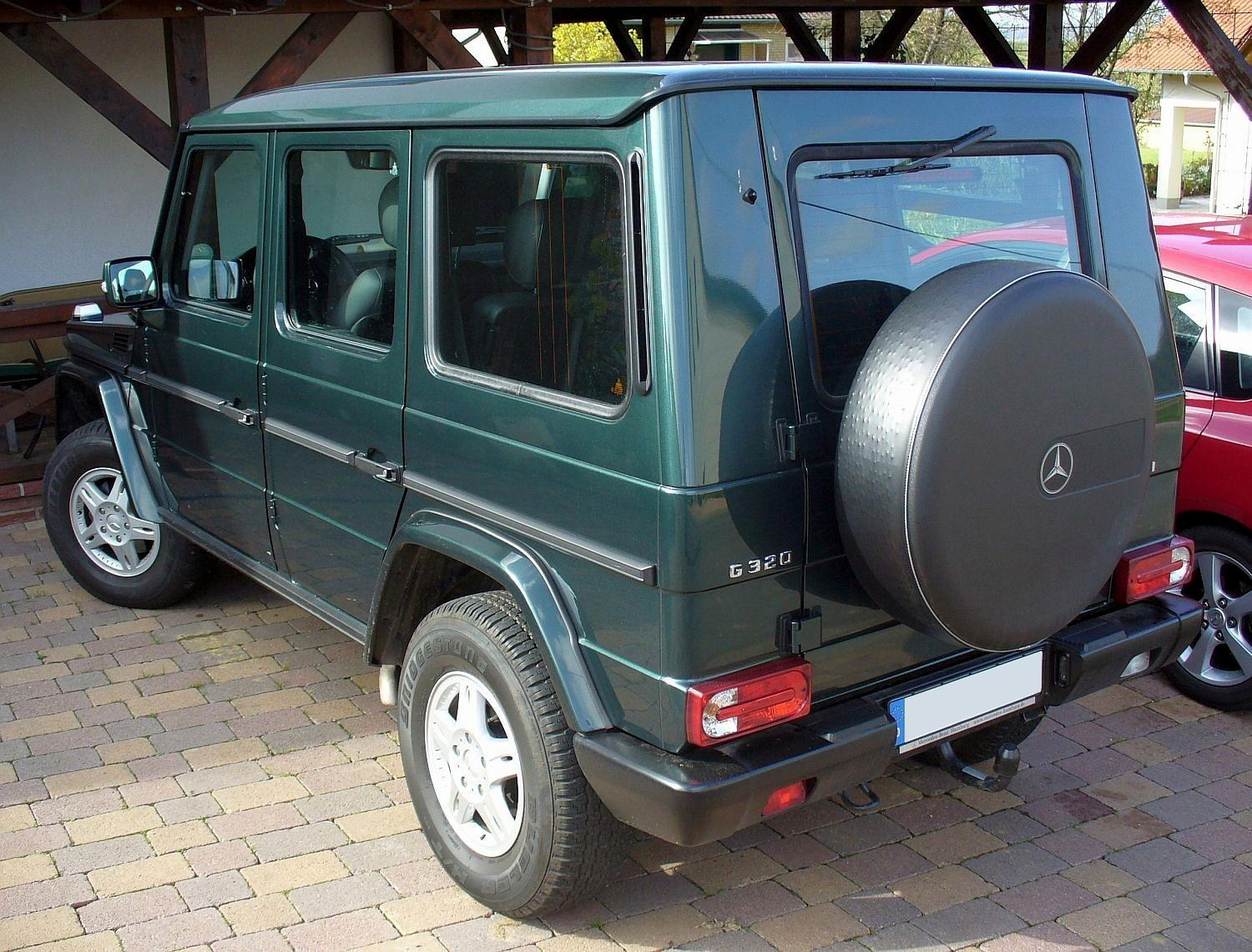
Una Mercedes-Benz Classe G station wagon

Il termine station wagon, ma non gli altri equivalenti, viene utilizzato anche nell'ambito dei fuoristrada, per identificare le versioni con la carrozzeria chiusa, il cui tipico aspetto con coda subverticale è associabile a quello delle vetture familiari. I fuoristrada station wagon vanno così a differenziarsi dai fuoristrada dotati di capote in tela, definiti torpedo, nonché dai pick-up a trazione integrale.